# Greta Andersen
Greta Maria Andersen (født 1. maj 1927 i København, død 6. februar 2023 i Solvang, Californien) var en dansk svømmer og olympisk guldvinder. Hun deltog i OL i 1948 i London, hvor hun vandt guld i 100 meter fri svømning samt sølv i 4 × 100 meter fri. Hun bosatte sig senere i livet i Long Beach, Californien, USA, og blev amerikansk statsborger.

## Opvækst
Greta Andersen var datter af Charlotte Emerentze Benedikte Nielsen (1898-1960) og hendes mand, maskinarbejder Mourits Peter Andersen (1891-1953), som i en årrække var ansat ved Københavns Sporvejes værksted på Enghavevej. Hun blev født i Woltersgade i København (Nathanael Sogn), men voksede op primært på Mølle Allé 19 i Valby. Hendes bror og eneste søskende Henning Andersen (1919-2002) udvandrede som sin berømte lillesøster også til USA, hvor han i en del år arbejdede indenfor bildesign i Detroit.

## Svømmekarriere
Greta Andersen begyndte at svømme som 16-årig i svømmeklubben Triton, hvor hun fik den tidligere OL-bronzevinder (1932) Else Jacobsen som træner. I 1946 skiftede hun til Danmarks Kristelige Gymnasiastbevægelse (DKG), hvor hun fik gymnastikpædagog Ingeborg Paul-Petersen som træner og svømmede sammen med Karen Margrethe Harup (OL-guld, sølv, bronze 1948) og Fritze Nathansen (OL-sølv 1948).
I 1947 deltog Greta Andersen i europamesterskabet i svømning i Monte Carlo, Monaco hvor hun fik bronze i 100 meter fri og guld i 4 × 100 meter fri.
Året efter ved OL i London deltog hun i tre discipliner. I 100 meter fri blev hun nummer to i det indledende heat efter amerikaneren Ann Curtis, og derpå satte hun olympisk rekord i semifinalen i tiden 1.05,9 minutter, mere end halvandet sekund foran sin holdkammerat, Fritze Nathansen. Finalen blev et tæt opgør mellem Andersen og Ann Curtis, men danskeren sikrede sig den første danske OL-guldmedalje nogensinde med 1.06.3, 0,2 sekund foran Curtis, mens Marie-Louise Vaessen fra Nederland vandt bronze. Nogle dage senere svømmede hun 4 × 100 meter fri sammen med Eva Arndt-Riise, Karen Margrethe Harup og Fritze Nathansen Carstensen. Den danske kvartet vandt sit indledende heat i ny olympisk rekordtid på 4.33,5 minutter (en tid der dog blev forbedret af Nederland i det andet heat), og i finalen var danskerne endnu hurtigere, men måtte se sig besejret af USA med knap et halvt sekund. Andersen og hendes holdkammerater sikrede sig dermed sølvmedaljen, mens Nederland vandt bronze. Efter sin sejr på 100 m var Greta Andersen også blandt favoritterne til at vinde 400 meter fri, men i det indledende heat besvimede hun pludselig under dramatiske omstændigheder i vandet og måtte bjærges i land, hvilket foranledigede en mængde overskrifter i dansk presse. Senere skød hun hændelsen på menstruationssmerter; som hun skrev i sin selvbiografi:
| „ | De sidste dages nervepirrende begivenheder havde fremskyndet den månedlige utilpashed, vi kvinder er behæftet med, hvad der stjal så godt som alle mine kræfter og gav mig både hoved- og mavepine. | “ |
|   | — En svømmepiges med- og modgang |   |

Ved hjemkomsten fra London fik Greta Andersen, sammen med de resterende danske svømmepiger, en heltemodtagelse.
Året efter satte Greta Andersen verdensrekord på 58,2 sekunder i 1000 yards crawl – en rekord som blev stående indtil 1956. I 1950 deltog hun for anden gang i EM, denne gang i Wien, Østrig. Her vandt hun guld i 400 m fri, bronze i 100 meter fri samt sølv i 4 × 100 meter fri.
Greta Andersen deltog også i OL i 1952 i Helsinki, Finland, hvor hun stillede op i de samme discipliner som ved forrige OL. Men denne gang gik det ikke så godt, da hun i 100 m fri ikke nåede finalen efter en sjetteplads i semifinalen. Hun blev nummer otte i 400 m fri, mens hun sammen med Rita Larsen, Mette Ove Pedersen og Ragnhild Hveger i stafetten måtte nøjes med en fjerdeplads. Hun skrev i sin biografi at hun nu havde forsøgt med indsprøjtede medikamenter at udskyde sin menstruation, så den ikke ligesom i 1948 faldt sammen med konkurrencen – men at dette desværre havde den bivirkning, at det lammede både ”arme og ben".
Efter at hun i 1953 var flyttet til Californien, blev hun professionel og levede en periode af at være maratonsvømmer. Hun vandt således konkurrencen Around Atlantic City Marathons syv gange, første gang i 1956. Samme år vandt hun Lake Michigan-konkurrencen på 50 miles i så overlegen stil, at hun var ti miles foran nummer to. Denne præstation indbragte Andersen $25.000. Hun svømmede ligeledes maratonkonkurrencen i den Engelske Kanal seks gange og vandt den tre gange, hvorved hun vandt trofæet herfor til ejendom.
Greta Andersen satte atten verdensrekorder i maratonsvømning og tabte aldrig til kvinder på de lange distancer, lige som hun ofte svømmede lige op med mandlige svømmere. Hun blev den mest vindende kvinde i professionel svømning i historien.
Hun blev optaget i maratonsvømningens Hall of Fame i 1964, i svømningens Hall of Fame i 1969, og i 2015 fik hun Lifetime Achievement Award af svømningens Hall of Fame.

## Privatliv og civil karriere
Efter skilsmissen fra sin første mand, danskeren Helge Brandt Jeppesen (gift i Valby ved København, 1952), som hun i et års tid boede med i USA, flyttede hun i 1953 permanent til USA, hvor hun bosatte sig i Long Beach, Californien. Det var også mens hun boede i Long Beach at hun i 1959 fik amerikansk statsborgerskab. I 1957 blev hun i Long Beach gift med den ligeledes fraskilte amerikaner John Sonnichsen; parret blev dog skilt igen, og Greta Andersen giftede sig i i Nevada i 1966 med lægen Andre Veress (f. 1929), som var kommet til USA som ungarsk flygning i slutningen af 1950'erne. Parret boede i en årrække i Huntington Beach i Californien, men flyttede i 2017 til Solvang nord for Los Angeles.
Greta Andersen fik ingen børn, men underviste talrige babyer og børn i svømning i Los Alamitos i Californien. Hun etablerede en svømmeskole opkaldt efter hende selv i 1960; den lukkede i 1980.
Hun blev begravet på Oak Hill Cemetery i Solvang den 15. februar 2023.